# Kreuth
Kreuth település Németországban, azon belül Bajorországban. Lakosainak száma 3517 fő (2023. december 31.).

## Népesség
A település népessége az elmúlt években az alábbi módon változott:
| Lakosok száma | 641  | 2852 | 3636 | 3305 | 3446 | 3522 | 3595 | 3562 | 3566 | 3517 |
|               | 1875 | 1950 | 1975 | 1987 | 2012 | 2014 | 2016 | 2017 | 2021 | 2023 |